# Слишком много мужей
«Слишком много мужей» (англ. Too Many Husbands) — американская кинокомедия 1940 года режиссёра Уэсли Рагглза. Главные роли исполняют Джин Артур, Фред Макмюррей и Мелвин Дуглас.

## Аннотация
Вики выходит замуж спустя год после известия о смерти Билла, её первого мужа. Новым избранником женщины становится Генри Лаундес, партнёр Билла по бизнесу и друг семьи. Отец Вики, Джордж, получает междугородный телефонный вызов: Билл сообщает, что сегодня ночью возвращается домой и просит встретить его в аэропорту. Оказалось, что он весь год находился на необитаемом острове после кораблекрушения и не мог дать знать о себе. Вики и её новый муж приходят в аэропорт, но ни один из них не осмеливается сказать радостному Биллу что произошло между ними. И лишь когда Кардью намеревается провести первую по возвращении ночь с женой, всё наконец выясняется. Проблемы возникают, когда мужчины осознают, что жене придётся сделать выбор между ними и начинают расточать ей комплименты, признания в любви и внимание. Но Вики отказывается делать выбор. Она устраивает между ними различные состязания, чтобы выяснить, кто лучше. Соревнуясь всю ночь, мужья вместе устали, восстановили приятельские отношения и ушли из дома, надеясь преподать Вики урок. Тогда она вызывает полицию, которая задерживает обоих. Но женщина не может скрыть их законный или же незаконный статус. Дело передаётся в суд. Судья решает, что законным мужем является Билл. Но Генри не сдаётся и продолжает ухаживать за Вики. Сделает ли она выбор хоть когда-нибудь?

## В ролях
- Джин Артур — Вики Лаундес
- Фред Макмюррей — Билл Кардью
- Мелвин Дуглас — Генри Лаундес
- Гарри Дэвенпорт — Джордж
- Дороти Петерсон — Гертруда Хулиэн
- Мелвилл Купер — Питер, дворецкий
- Эдгар Бьюкенен — детектив Адольф МакДермот
- Том Дуган — лейтенант Салливэн

## Награды
- Номинация на премию «Оскар» 1941 года за Лучший звук.

## Ремейк
В 1955 году режиссёр Генри Поттер снял ремейк фильма под названием «Трое из шоу» с Бетти Грейбл в главной роли.